# Gara (tidning)
Gara är en spansk- och baskisk-språkig dagstidning med säte i Donostia-San Sebastián i Gipuzkoa, Spanien. Tidningen grundades 1999 och har enligt egen uppgift ca 130 000 läsare. Dess politiska inriktning är socialistisk och vänsternationalistisk ("abertzale").[källa behövs]
Gara brukar betraktas som efterföljare till tidningen Egin, som tvingades lägga ned 1998 efter anklagelser om samarbete med ETA.